# استرید هنینگ-ینسن
استرید هنینگ-ینسن (انگلیسی: Astrid Henning-Jensen; ۱۰ دسامبر ۱۹۱۴ – ۵ ژانویهٔ ۲۰۰۲) کارگردان فیلم، فیلم‌نامه‌نویس و بازیگر زن شناخته شده اهل دانمارک بود.
از فیلم‌ها یا برنامه‌های تلویزیونی که وی در آن نقش داشته‌است، می‌توان به یکی در میان جمع و عنصر جنایت اشاره کرد. وی همچنین برندهٔ جوایزی همچون خرس نقره‌ای برای بهترین کارگردان در سال ۱۹۷۹ شده‌است.